# Жуков, Влас Платонович
Влас Платонович Жуков (23 февраля 1921 — 10 июля 1991) — русский советский языковед, специалист в области лексикологии, фразеологии, паремиологии, лексикографии и фразеографии русского языка. Доктор филологических наук, профессор. Один из ведущих фразеологов-русистов XX века, основатель научной фразеологической школы. Заслуженный деятель науки РСФСР.

## Биография
Родился 23 февраля 1921 г. в д. Трехалёво Невельского р-на Великолукской (ныне Псковской) области в крестьянской семье. Незадолго до войны окончил Невельское педагогическое училище.
Участник, инвалид Великой Отечественной войны. Трижды ранен. Награждён двумя орденами «Красной Звезды», орденом «Великой Отечественной войны» (1 степени), орденом «Знак почёта», медалью «За боевые заслуги» и др. медалями.
В 1949 г. окончил филологический факультет Алма-Атинского государственного педагогического института им. Абая. С 1949 по 1953 гг. учился в Ленинграде в очной аспирантуре Института языкознания АН СССР (научный рук. А. М. Бабкин). В 1953 г. в Москве защитил кандидатскую диссертацию на тему «Сказуемое, выраженное устойчивыми словосочетаниями в русском языке».
С 1953 по 1961 гг. работал доцентом и заведующим кафедрой русского языка и литературы в Гурьевском государственном педагогическом институте (КазССР).
С 1961 по 1991 гг. заведующий кафедрой русского языка Новгородского государственного педагогического института, доцент, профессор, проректор по научной работе. На кафедре русского языка под началом В. П. Жукова работали преподаватели и ученые Т. П. Крестинская, Н. В. Ведерников, А. Н. Зеленов, В. П. Строгова, А. В. Никитин, Н. А. Павлова, А. Г. Черкасова, В. М. Огольцев, Н. И. Лавров, А. В. Жуков, В. А. Сидоренков, Л. А. Секретарь и другие.
В 1967 г. в ЛГПИ им. А. И. Герцена защитил докторскую диссертацию на тему «Фразеологизм и слово».
В 1969 г. присвоено ученое звание профессора по кафедре русского языка.
В 70-80 гг. в течение 15 лет был членом экспертной комиссии ВАК СССР по русскому языку.
В 1981 г. присвоено почетное звание «Заслуженный деятель науки РСФСР».
В 1990 г. решением ученого совета НГПИ В. П. Жуков был рекомендован к избранию в члены-корреспонденты РАН, однако тяжелая болезнь не позволила ему участвовать в конкурсе.
Один из ведущих фразеологов-русистов современности, основатель общепризнанного научного направления в области фразеологии (Н. И. Лавров, Л. А. Секретарь, С. М. Вишневский, А. Н. Зеленов, В. А. Сидоренков, А. В. Жуков, М. Е. Жукова, К. А. Жуков, Т. Г. Зуева, Ю. А. Максяшина, Л. А. Петрова и др.). Основные положения концепции В. П. Жукова разделяли многие известные фразеологи (И. Я. Лепешев, В. М. Огольцев, Ю. П. Солодуб, М. И. Сидоренко, В. Т. Шкляров, В. И. Зимин, В. Т. Бондаренко, Л. Б. Савенкова, Б. Татар и др.). Автор более 150 трудов по русскому языку, в том числе 45 книг (с учётом переизданий) — монографий, учебников, учебных пособий и словарей.
Республиканская межвузовская научная конференция «Ядерно-периферийные отношения в области лексики и фразеологии» была приурочена к 70-летию со дня рождения д. ф. н. проф. В. П. Жукова (20—23 мая 1991 г., НГПИ, г. Новгород).
Умер 10 июля 1991 г. после тяжелой болезни. Похоронен на Рождественском кладбище г. Новгорода.

## Память
1991 — торжественное открытие мемориальной доски на фасаде главного корпуса НГПИ: «В этом здании с 1961 по 1991 г. работал видный русский языковед, основатель Новгородской фразеологической школы профессор Влас Платонович Жуков».
Международные научные симпозиумы памяти проф., д. ф. н., Заслуженного деятеля науки РСФСР Власа Платоновича Жукова («Жуковские чтения») с 1996 по 2014 гг.:
- Первые Жуковские чтения «Фразеологизм и слово в системе языка» (21—23 мая 1996 г., Новгород).
- Вторые Жуковские чтения «Переходные явления в области лексики и фразеологии русского и других славянских языков» (21—23 мая 2001 г, Великий Новгород).
- Третьи Жуковские чтения «Словарное наследие В. П. Жукова и пути развития русской и общей лексикографии» (21—22 мая 2004 г., Великий Новгород).
- Четвёртые Жуковские чтения «Фразеологизм в тексте и текст во фразеологизме» (4—6 мая 2009 г., Великий Новгород).
- Пятые Жуковские чтения «Литературная и диалектная фразеология: история и развитие» (К 90-летию со дня рождения В. П. Жукова) (4—6 мая 2011 г., Великий Новгород)[14].
- Шестые Жуковские чтения «Мир русской пословицы: вечные ценности и новые смыслы» (12—14 мая 2014 г., Великий Новгород).

## Награды
- Орден Красной Звезды (1944)
- Орден Красной Звезды (1945)[11]
- Орден Великой Отечественной войны (1-й степени) (1985)
- Медаль «За боевые заслуги» (1944)
- Орден «Знак Почета» (1961)
- Заслуженный деятель науки РСФСР (1981)[6][13][15]

## Основные работы

### Монографии
- Жуков В. П. Избранные работы по русскому языку // Литературная и диалектная фразеология: история и развитие. Пятые Жуковские чтения. Т. 2. Материалы Международного научного симпозиума 4—6 мая 2011. г. Великий Новгород, 2011 / Сост. и отв. ред. А. В. Жуков. — Великий Новгород, 2011. — 422 с.
- Жуков В. П. Избранные статьи. Сост. и отв. ред. А. В. Жуков. — М.: Флинта, 2021. — 309 с. ISBN 978-5-9765-4577-9

### Учебники
- Жуков В. П. Современный русский литературный язык / В соавт. с П. А. Лекантом, Л. Л. Касаткиным и др. / Под ред. П. А. Леканта. — М.: Высшая школа, 1982, 1988, 2001, 2004[16].

### Учебные пособия
- Жуков В. П. Семантика фразеологических оборотов. — М.: Просвещение, 1978. — 160 с.; 2-е изд-е, доп. Предисловие А. В. Жукова. — М.: Ленанд, 2019. — 176 с. ISBN 978-5-9710-6118-2
- Жуков В. П., Жуков А. В. Морфологическая характеристика фразеологизмов русского языка: Учеб. пособие к спецкурсу / В. П. Жуков, А. В. Жуков. — Л.: ЛГПИ, 1980. — 97 с.
- Жуков В. П. Русская фразеология. — М.: Высшая школа, 1986. — 310 с.[17]
- Жуков В. П., Жуков А. В. Русская фразеология: учебное пособие. — Изд. 2-е, испр. и доп.. — М.: Высшая школа, 2006. — 408 с. — ISBN 5-06-005399-7

### Словари
- Жуков В. П. (один из авторов-составителей). Словарь современного русского литературного языка. Т. 8. О. — М.; Л.: Изд-во АН СССР, 1959. — С. 1214—1246[18].
- Жуков В. П. Словарь русских пословиц и поговорок. — М.: Сов. энциклопедия, 1966. — 535 с.
- Жуков В. П. Фразеологический словарь русского языка / Сост. Л. А. Войнова, В. П. Жуков, А. И. Молотков, А. И. Федоров / Под ред. А. И. Молоткова. — М.: Сов. энциклопедия, 1967. — 7 изд-е. — М.: АСТ. Астрель, 2006. — 525 с.
- Жуков В. П. Словарь русских пословиц и поговорок. Изд-е 4-е, испр. и доп. — М.: Русский язык, 1991. — 536 с. Изд-е 15-е, стереотип. — М.: Дрофа, 2014. — 650 с. — ISBN 978-5-358-14023-3
- Жуков В. П. Школьный фразеологический словарь русского языка. — М.: Просвещение, 1980. — 429 с.
- Жуков В. П., Жуков А. В. Школьный фразеологический словарь русского языка. 2-е изд-е, перераб. — М.: Просвещение, 1989. — 383 с. — ISBN 5-09-000969-4
- Жуков В. П., Жуков А. В. Школьный фразеологический словарь русского языка. 7-е изд-е. — М.: Просвещение, 2013. — 574 с. — ISBN 5-09-000969-4
- Жуков В. П. Словарь фразеологических синонимов русского языка: около 730 синонимических рядов / В. П. Жуков, М. И. Сидоренко, В. Т. Шкляров; под ред. В. П. Жукова. — М.: Русский язык, 1987. — 440[19].
- Жуков В. П. Толковый словарь фразеологических синонимов русского языка: около 730 синонимических рядов / В. П. Жуков, М. И. Сидоренко, В. Т. Шкляров; под ред. В. П. Жукова. 2-е изд-е, стереотип. — М.: АСТ. Астрель. Ермак. 2005. — 445 с.

### Статьи
- Жуков В. П. Соотношение фразеологической единицы и её компонентов со словами свободного употребления // Филологические науки. НДВШ, 1962. № 3. —С. 82—93.
- Жуков В. П. О смысловом центре фразеологизма // Проблемы фразеологии. Исследования и материалы / Под ред. А. М. Бабкина. — М.-Л.: Наука, 1964. — С. 140—149.
- Жуков В. П. Фразеологизмы с переменным составом компонентов в русском языке (К проблеме тождества фразеологизмов) // Материалы конференции северного зонального объединения кафедр русского языка пединститутов 1962 года. Уч. зап., т. 257. — Л.: ЛГПИ им. А. И. Герцена, 1965. — С. 109—122.
- Жуков В. П. Фразеологизм и фразеологическое окружение // Уч. зап. МОПИ им. Н. К. Крупской. Том 160. Русский язык, вып. 11. — М., 1966. — С. 225—244.
- Жуков В. П. Изучение русской фразеологии в отечественном языкознании последних лет // Вопросы языкознания, 1967, № 5. — С. 104—113.
- Жуков В. П. Роль образности (метафоричности) в формировании целостного значения фразеологизма // Проблемы фразеологии и задачи её изучения в высшей и средней школе. — Вологда: Северо-Западное книжное издательство, 1967. — С. 103—112.
- Жуков В. П. О сопоставлении многозначности фразеологической единицы с многозначностью слова // Проблемы устойчивости и вариантности фразеологических единиц. Материалы межвузовского симпозиума. Ноябрь 1968 г. Тула: ТГПИ им. Л. Н. Толстого. —Тула, 1968. — С. 195—202.
- Жуков В. П. Основные типы лексико-грамматических значений фразеологизмов // Ученые записки. Русский язык. Т. XVI. — Новгород: НГПИ, 1968. — С. 3—24.
- Жуков В. П. О несоизмеримости компонентов фразеологизма со словом // Русский язык в школе, 1969, № 3. — С. 97—104.
- Жуков В. П. Глагольный фразеологизм и синтаксическая структура предложения // Русский язык в школе, 1971, № 3. — С. 56—61.
- Жуков В. П. О семантической целостности фразеологизма // Вопросы семантики фразеологических единиц (на материале русского языка). Ч. I. Тезисы докладов и сообщений. — Новгород: ЛГПИ им. А. И. Герцена, 1971. — С. 28—34.
- Жуков В. П. Об управлении при глагольных фразеологизмах русского языка // Филологические науки, НДВШ, 1971, № 1. — С. 48—58.
- Жуков В. П. Об устойчивости и вариантности фразеологизмов на семантическом уровне // Проблемы устойчивости и вариантности фразеологических единиц. Материалы межвузовского симпозиума (1968). — Тула: ТГПИ им. Л. Н. Толстого, 1972. — С. 20—29.
- Жуков В. П. Способ фразеологической аппликации и классификация фразеологического материала (К вопросу о системных связях лексики и фразеологии) // Системность русского языка. (Сборник научных работ). — Новгород: ЛГПИ им. А. И. Герцена, 1973. — С. 125—137.
- Жуков В. П. Значение фразеологизма и значение слова // Русский язык в школе, 1974, № 3. — С. 81—86.
- Жуков В. П. О знаковости компонентов фразеологизма // Вопросы языкознания, 1975, № 6. — С. 36—45.
- Жуков В. П. Уровневое положение фразеологизмов в языковой системе // Семантико-грамматические характеристики фразеологизмов русского языка. Сборник научных трудов / Гл. ред. В. П. Жуков. — Л.: ЛГПИ им. А. И. Герцена, 1978. — С. 6—11.
- Жуков В. П. О парадигматических и синтагматических свойствах компонентов фразеологизма // Актуальные проблемы русской фразеологии / Межвузовский сборник научных трудов. — Л.: ЛГПИ им. А. И. Герцена, 1983. — С. 12—19.
- Жуков В. П. Идиоматичность фразеологизма в сопоставлении с идиоматичностью слова // STUDIA RUSSICA VII. — Budapest, 1984. — С. 51—65.
- Жуков В. П. Фразеологизм в его отношении к части речи // Фразеологизмы в системе языковых уровней. — Л.: ЛГПИ им. А. И. Герцена, 1986. — С. 5—12.
- Жуков В. П. Поговорка. Пословица // Лингвистический энциклопедический словарь. Гл. ред. В. Н. Ярцева. М.: Советская энциклопедия, 1990. — С.379, 389.
- Жуков В. П. Формоизменение фразеологизмов русского языка // Russistik (Русистика), 1991, № 2. — Berlin. — С. 36—40.
- Жуков В. П. Предисловие. О словаре пословиц и поговорок // В. П. Жуков. Словарь русских пословиц и поговорок. 4-е изд-е, испр. и доп. — М.: Русский язык, 1991. — С. 9—20.
- Жуков В. П. Фразеологическая синонимия и словарь фразеологических синонимов // В. П. Жуков, М. И. Сидоренко, В. Т. Шкляров. Словарь фразеологических синонимов русского языка. Около 730 синонимических рядов / Под ред. д.ф.н. профессора В. П. Жукова. — М.: Русский язык, 1987. — С. 3—23.

## Рецензии
- Мокиенко В. М. Рец.: Словарь фразеологических синонимов русского языка / В. П. Жуков, М. И. Сидоренко, В. Т. Шкляров. Под ред. В. П. Жукова. — М.: Русский язык, 1987 // Русский язык в школе, 1988, № 6. — С. 90—93.
- Солодуб Ю. П. Рец.: В. П. Жуков. Словарь русских пословиц и поговорок. Изд-е 4-е, испр. и доп. — М., 1991. // Филологические науки. НДВШ, 1993. № 3. — С. 86—88.
- Сидоренко М. И. Рец.: В. П. Жуков. Словарь русских пословиц и поговорок. — М.: Сов. энциклопедия, 1966. 535 с. // Русский язык в школе, 1967. № 4. — С. 116—118.
- Малиновский Е. А. Нужный словарь. Рец.: В. П. Жуков. Словарь русских пословиц и поговорок. — М.: Сов. энциклопедия, 1966 // Русский язык в киргизской школе, 1967. № 4. — С. 28—29.
- Попов Р. Н., Кругликова Л. Е. Рец.: Словарь фразеологических синонимов русского языка / В. П. Жуков, М. И. Сидоренко, В. Т. Шкляров. Под ред. В. П. Жукова. — М.: Русский язык, 1987. // Вопросы языкознания, 1990, № 3. — С. 155—159.
- Бондаренко В. Т., Глухов В. М. Рец.: В. П. Жуков. Семантика фразеологических оборотов. — М.: Просвещение, 1978. — 160 с. // Филологические науки. НДВШ. 1980. № 2. — С. 87-89.
- Федосов И. А. Рец.: В. П. Жуков. Школьный фразеологический словарь русского языка. — М.: Просвещение, 1980. — 447 с. // Русский язык в национальной школе, 1982. № 2. — С. 82-83.
- Бондаренко В. Т. Рец.: В. П. Жуков, А. В. Жуков. Школьный фразеологический словарь русского языка. 2-е изд-е, перераб. — М.: Просвещение, 1989 // Русский язык в щколе, 1990. № 3. С. 109—111.
- Лепешев И. Я. Рец.: В. П. Жуков, А. В. Жуков. Школьный фразеологический словарь русского языка. 2-е изд-е, перераб. — М.: Просвещение, 1989 // Русский язык в национальной школе, 1990. № 3. С. 98—110.
- Данилович Н. Н. Рец.: В. П. Жуков, А. В. Жуков. Школьный фразеологический словарь русского языка. 2-е изд-е, перераб. — М.: Просвещение, 1989 // Русский язык в школе, 1990. № 3. — С. 62—63.
- Эккерт Р. Рец.: В. П. Жуков, А. В. Жуков. Школьный фразеологический словарь русского языка. 2-е изд-е, перераб. — М.: Просвещение, 1989 // Русистика сегодня, 1991. № 2. — С. 86—88.
- Огольцев В. М. Рец.: В. П. Жуков. Словарь русских пословиц и поговорок. Изд-е 4-е, испр. и доп. — М., 1991 // Русистика сегодня, 1993. № 2. — С. 87—89.
- Солодуб Ю. П. Рец.: В. П. Жуков. Русская фразеология. — М.: Высшая школа, 1986. — 308 с. // Филологические науки. НДВШ, 1987. № 5. — С. 90—92.
- Балакай А. Г. Школьный фразеологический словарь и некоторые вопросы учебной лексикографии. Рец.: В. П. Жуков, А. В. Жуков. Школьный фразеологический словарь русского языка. Изд-е 4-е, дораб. и доп. — М.: Просвещение, 2003. — 544 с. // Словарное наследие В. П. Жукова и пути развития русской и общей лексикографии. Третьи Жуковские чтения. Материалы международного научного симпозиума 21-22 мая 2004 года. — Великий Новгород: НовГУ им. Ярослава Мудрого, 2004. — С. 505—510.
- Лепешаў Я. Фундаментальная праца // Веснік Гродзенскага дзяржаўнага універсітэта, 2007, № 1(49), серыя3 «Філалогія. Педагогіка». — С. 130—132. / Рец.: В. П. Жуков, А. В. Жуков. Русская фразеология. Учебное пособие. 2-е изд-е, испр. и доп. — М.: Высшая школа, 2006. — 408 с.
- Жуков А. В. Послесловие. Золотые россыпи русской речи // Толковый словарь фразеологических синонимов / Под ред. В. П. Жукова. 2-е изд-е. — М.: АСТ. Астрель. Ермак, 2005. — С. 441—444.
- Жуков А. В. Книга на все времена // В. П. Жуков. Словарь русских пословиц и поговорок. 13-е изд-е, стереотип. — М.: Русский язык — Медиа, 2007. — С. III—V.
- Жуков А. В. Развитие лингвистических идей В. П. Жукова: единство теории, методологии и практики // Литературная и диалектная фразеология: история и развитие (Пятые Жуковские чтения). Т. II. — Великий Новгород, 2011. — С. 10—19.
- Жуков А. В. В. П. Жуков-словарник: прозрения Учителя // Литературная и диалектная фразеология: история и развитие (Пятые Жуковские чтения). Т. II. — Великий Новгород, 2011. — С. 327—333.
- Жуков А. В. Предисловие ко второму изданию // В. В. Жуков. Семантика фразеологических оборотов. Изд-е второе, доп. — М.: URSS, 2019. — C. IV—X.
- Т. Г. Никитина. Рец.: В. П. Жуков, А. В. Жуков. Русская фразеология. Изд-е второе, испр. и доп. — М.: Высшая школа, 2006. — 408 с. // Филологические науки, НДВШ, № 5, 2007.
- Макаров В. И. Неисчерпаемый фонд Рец.: В. П. Жуков, А. В. Жуков. Школьный фразеологический словарь русского языка. Изд-е 4-е, дораб. и доп. — М.: Просвещение, 2003.— 544 с. // Новгородский университет, 2003, № 8 (552). — С. 14.
- В. М. Энциклопедия фразеологии Рец.: В. П. Жуков, А. В. Жуков. Русская фразеология. Учебное пособие. 2-е изд-е, испр. и доп. — М.: Высшая школа, 2006. — 408 с. // Время открытий. Научно-популярный журнал. НовГУ им. Ярослава Мудрого, октябрь 2006. — С. 18.